# Škotski red u Srbiji
Škotski obred (puni naziv Drevni i prihvaćeni škotski obred) jedan je od najzastupljenjih slobodnozidarskih obreda u Srbiji. Djeluje pri nekoliko srbijanskih velikih loža neovisno jedan od drugog.
Vrhovni savjet Srbije, formiran 1912. godine u tadašnjoj Srbiji, bio je prva krovna organizacija srbijanskih loža, za razliku od drugih gdje je velika loža ta koja ih okuplja.

## Povijest
Vrhovni savjet Srbije (srp. Врховни савет Србије) je počeo sa radom 10. svibnja 1912. godine, kada je u Beogradu predstavnik Vrhovnog savjeta Grčke svečano predao patent prvom velikom zapovjedniku Đorđu Weifertu. Weifert, poznati srpski industrijalac, bankar i osoba od izuzetnog ugleda, najpoznatija je osoba srpskog slobodnog zidarstva općenito.
Vrhovni savjet Srbije sudjeluje 7. listopada 1912. godine na međunarodnoj konferenciji Vrhovnih savjeta Svijeta u Washingtonu i biva priznat od strane 24 sudionika među kojima i od strane domaćina, Vrhovnog vijeća SAD južne jurisdikcije. U to vreme u Srbiji je postojalo nekoliko loža, međutim, svaka od njih radila je pod zaštitom neke druge velike lože. Jedna za drugom, ove lože traže otpust i prelaze pod zaštitu Vrhovnog savjeta.
Nastankom Kraljevine Srba, Hrvata i Slovenaca, Vrhovni savjet Srbije 1919. godine mijenja naziv i postaje Vrhovni savjet starog i prihvaćenog škotskog reda Srba, Hrvata i Slovenaca "Jugoslavija" a Weifert ostaje na mjestu velikog zapovjednika sve do 1937. godine. Vrhovni savjet je u svoj naziv dodao "Jugoslavija" punih deset godina pre nego što je zvanično proglašena Kraljevina Jugoslavija a ova činjenica sama po sebi puno govori o snažnom pro-jugoslavenskom stavu tadašnjih slobodnih zidara. Od 1919. godine Vrhovni savjet održava veoma bliske veze sa Vrhovnim savjetom Francuske, ali istovremeno zadržava korektne odnose sa Vrhovnim vijećem SAD i Vrhovnim vijećem za Englesku.
Weiferta je na mjestu velikog zapovjednika naslijedio Dušan Milićević. Miličević po zanimanju hotelijer, od osnivanja Vrhovnog savjeta Srbije bio je najbliži Weifertov suradnik i svojedobno službeni predstavnik Srbije na spomenutoj konferenciji u Washingtonu 1912. godine. Miličevića je naslijedio Ljubomir Tomašić, nekadašnji predsjednik Senata Kraljevine Jugoslavije.
Tijekom i poslije Drugog svjetskog rata Vrhovni savjet je dijelio sudbinu cjelokupnog jugoslavenskog slobodnog zidarstva. Većina njegovih članova otišla je u iseljeništvo i tamo ostala i poslije rata a službeni rad je prekinut. Tomašić je poslije oslobođenja od okupatora sudjelovao u radu neformalne skupine slobodnih zidara koji su se u ilegali okupljali u Beogradu, sve dok se na kraju zbog starosti nije povukao iz javnog života.
Godine 1947. godine u Rimu je Vladimir Belajčić pokušavao obnoviti rad Vrhovnog savjeta "Jugoslavija" kao i rad Velike lože "Jugoslavija". U pokušajima da se organiziraju i objedine slobodni zidari u iseljeništvu, organizacija se iz Rima seli u Pariz. Rad Belajčića nastavio je Sima Adanja, sve dok Velika loža nije prestala sa radom 1967. godine. Adanja se nakon toga preselio na Kubu i tamo uključio u rad kubanskih slobodnih zidara.
S ponovnom uspostavom slobodnog zidarstva u Jugoslaviji 1990. godine ostvaraju se neophodni uvjeti te se u studenom 1991. godine u Pragu, pod pokroviteljstvom Vrhovnog vijeća SAD južne jurisdikcije, uspostavlja rad Vrhovnog savjeta Jugoslavije. Za velikog zapovjednika je izabran Zoran Nenezić, u to vreme novinar i veliki majstor Velike lože Jugoslavije. Od samog početka slobodnog zidarstva u SR Jugoslaviji istodobno su krenule podjele, međusobna optuživanja i osporavanja. Tijekom poznatih događaja iz 1993. godine kada dio članstva napušta Veliku ložu Jugoslavije i u Riminiju formira Regularnu veliku ložu Jugoslavije (današnja Regularna velika loža Srbije), Nenezić formalno i dalje ostaje na obje dužnosti. Slobodni zidari iz Regularne velike lože Jugoslavije uspostavljaju svoj Vrhovni savjet koji radi i danas.

## Vrhovni savjeti
Velika loža upravlja simboličkim stupnjevima plave lože (učenik, pomoćnik i majstor) te delegira upravljanje visokim stupnjevima temeljem potpisanog konkordata. U Škotskom obredu središnja vlast (ekvivalent velikoj loži) naziva se Vrhovno savjet (srps. Врховни савет; engl. Supreme Council). Nekoliko je vrhovnih savjeta koje imaju konkordate samo s jednom velikom ložom.

### Regularna velika loža Srbije
Regularna velika loža Srbije (RVLS), jedina regularna velika loža u Srbiji, upravlja simboličkim stupnjevima plave lože koji se rade po Schröderovom, Škotskom i Emulacijskom obredu. Upravljanje visokim stupnjevima Škotskog obreda delegirano je na Vrhovni savjet Drevnog i prihvaćenog škotskog reda Srbije (Врховни савет Древног и прихваћеног Шкотског реда Србије). Vrhovni savjet je uspostavljen 1993. godine sa sjedištem u Beogradu. Od siječnja 2005. godine djeluje kroz udrugu pod nazivom Drevni i prihvaćeni Škotski red Slobodnih zidara Srbije (Древни и прихваћени Шкотски ред Слободних зидара Србије).
Vrhovni savjet je član Europske konfederacije vrhovnih vijeća (engl. European Confederation of Supreme Councils).

### Velika nacionalna loža Srbije
Velika nacionalna loža Srbije (VNLS) upravlja simboličkim stupnjevima plave lože koji se rade po Škotskom obredu. Upravljanje visokim stupnjevima delegirano je na Vrhovni savjet Srbije 1912. Škotskog reda drevnog i prihvaćenog (srp. Врховни савет Србије 1912. Шкотског реда древног и прихваћеног).  Uspostavljen je 1997. godine sa sjedištem u Beogradu. Pod zaštitom ovog vrhovnog savjeta rade dvije lože usavršavanja (za članove od 4° do 14° stupnja), i to: Loža usavršavanja "Sjaj Srbije" u Beogradu i Loža usavršavanja "Salomonov hram" u Nišu.
Vrhovni savjet je član Međunarodnog saveza slobodnih zidara Škotskog reda (fran. Alliance Internationale Maçonnique Ecossaise, AIME). Vrhovni savjet je jedan od 36 supotpisnika rezolucije u Napulju u listopadu 2012. godine.

### Velika masonska loža Srbije
Velika masonska loža Srbije (VMLS) upravlja simboličkim stupnjevima plave lože koji se rade po Škotskom obredu.

### Tradicionalna velika masonska loža Srbije
Tradicionalna velika masonska loža Srbije (TVMLS) upravlja simboličkim stupnjevima plave lože koji se rade po Škotskom obredu. Upravljanje visokim stupnjevima delegirano je na Vrhovni savjet 33° Drevnog i prihvaćenog škotskog reda slobodnih zidara Srbije (srp. Врховни савет 33° Древног и прихваћеног шкотског реда слободних зидара Србије) ugovorom koji je potpisan 2. lipnja 2007. godine.

### Veliki orijent Srbije i RVLS Beograd
Veliki orijent Srbije (VOS) i udruga RVLS Beograd upravljaju simboličkim stupnjevima plave lože koji se rade po Škotskom obredu. Kod obje organizacije upravljanje visokim stupnjevima delegirano je na Vrhovni savjet 33. posljednjeg stupnja Drevnog i priznatog škotskog reda slobodnih zidara Srbije (srp. Врховни савет 33. последњег степена Древног и признатог шкотског реда слободних зидара Србије) koji je uspostavljen 2012. godine u Beogradu.
Velika ženska loža VOS-a upravljaja simboličkim stupnjevima plave lože koji se rade po Škotskom obredu. Upravljanje visokim stupnjevima delegirano je na Vrhovni savjet 33. stupnja (srp.  Врховни савет 33. степена) koji je osnovan u lipnju 2020. godine u Beogradu.

### Velika loža Srbije
Velika loža Srbije Škotskog reda drevnog i prihvaćenog  (VLS) upravlja simboličkim stupnjevima plave lože koji se rade po Škotskom obredu. Upravljanje visokim stupnjevima delegirano je na Vrhovni savjet Srbije (Врховни савет Србије). Vrhovni savjet je uspostavljen 2015. godine sa sjedištem u Beogradu.

## Upravna tijela za više velikih loža
Velika loža upravlja simboličkim stupnjevima plave lože (učenik, pomoćnik i majstor) te delegira upravljanje visokim stupnjevima temeljem potpisanog konkordata. Određeni broj velikih loža nema svoja suverene vrhovne savjete već se udružuju kako bi zajednički upravljali visokim stupnjevima Škotskog obreda.

### Vrhovno vijeće velikih loža Srbije
Vrhovno vijeće velikih loža Srbije (srp. Врховно веће великих ложа Србије) je neovisno tijelo koje upravlja visokim stupnjevima Škotskog obreda za nekoliko velikih loža u Srbiji. Osnovano je 28. lipnja 2020. godine u Beogradu.
Ovo vrhovno vijeće upravlja visokim stupnjevima Škotskog obreda za članove nekih velikih loža u Srbiji, kao što je Velika loža Balkana.

### Vrhovni savjet Balkana
Vrhovni savjet Balkana (srp. Врховни савет Балкана) je neovisno tijelo koje upravlja visokim stupnjevima Škotskog obreda za više muških velikih loža. Osnovan je 20. siječnja 2023. godine u Jagodini, dok je dva mjeseca kasnije dobio potvrdu od jednog vrhovnog savjeta iz Grčke. Ovaj vrhovni savjet je 12. ožujka 2024. godine dobio Patent Joseph Cerneau od Vrhovnog savjeta 33. stupnja Velikog kolumbijskog nacionalnog orijenta (španj. Supremo Consejo Grado 33° del Gran Oriente Nacional Colombiano).
Ovaj vrhovni savjet upravlja visokim stupnjevima Škotskog obreda za članove Velikog orijenta Balkana (VOB) iz Srbije, Velike tradicionalna slobodnozidarske lože Srbije (VTSzLS) i Velike suverene lože Duklja (VSLD) iz Crne Gore.
Vrhovni savjet je član Međunarodne konfederacije vrhovnih savjeta 33. stupnja (španj. Confederación Internacional de Supremos Consejos del Grado 33º del Rito Escocés Antiguo y Aceptado; engl. International Confederation of Supreme Councils of 33rd Degree of the Ancient and Accepted Scottish Rite) od studenog 2023. godine.

### Vrhovno vijeće velikih loža Balkana
Vrhovno vijeće velikih loža Balkana (srp. Врховно веће великих ложа Балкана) je neovisno tijelo koje upravlja visokim stupnjevima Škotskog obreda za nekoliko velikih loža. Osnovano je 13. listopada 2023. godine u Beogradu.
Ovo vrhovno vijeće upravlja visokim stupnjevima Škotskog obreda za članove šest velikih loža: Velike lože Balkana (VLB) iz Srbije, Velike suverene lože Hrvatske "Libertas A.D. 1775", Velike digitalne lože Mađarske, Velike nacionalne lože Crne Gore (VNLCG), Velike regularne lože "Ujedinjena Europa" (MLREU) iz Rumunjske te Velika nacionalna loža Republike Srpske (VNLRS) iz Bosne i Hercegovine. Pored spomenutih velikih loža, u Vrhovnom vijeću velikih loža Balkana su i dva nacionalna vrhovna vijeća zemalja Balkana, i to Vrhovno vijeće velikih loža Srbije te Vrhovni savjet 33. stupnja i poslednjeg stupnja Drevnog i prihvaćenog škotskog obreda slobodnih zidara Makedonije.

## Vanjske poveznice
- Vrhovni savjet Srbije 1912.
- Vrhovno vijeće velikih loža Balkana